# 도널드 트럼프
도널드 존 트럼프(영어: Donald John Trump, 1946년 6월 14일~)는 미국의 기업인, 부동산 재벌 출신 정치인이다. 미국의 제45, 47대 대통령이다. 부동산 개발 등 다양한 사업을 하는 트럼프 기업의 대표이사 회장을 맡았으며, 트럼프 엔터테인먼트 리조트를 설립해 전 세계에서 호텔과 고급 콘도 사업을 진행했다. 대한민국 내에서는 대우 트럼프 월드마크가 트럼프 기업의 투자를 받아 진행한 것으로 알려져 있다. 리얼리티 TV쇼 어프렌티스를 진행한 경력이 있으며, WWE 명예의 전당에도 입성하였다. 현재 추정 재산은 37억 달러(5조 원)이다.
2015년 7월 2016년 미국 대통령 선거 공화당 후보 경선에 출마한 후, 2016년 7월 공화당 전당대회에서 역대 가장 많은 득표로 공화당 대선 주자가 되었다. 이후 2016년 11월 8일 실시된 대통령 선거에서 민주당의 힐러리 클린턴 후보를 꺾고 미합중국 제45대 대통령에 당선되었다. 그는 선거에서 62,979,879표를 얻었는데, 이는 공화당 대통령 후보 역사상 가장 많은 득표로 당선된 것이다. 공화당 대통령 후보 선출된 이후에도 트럼프는 아웃사이더로 여겨졌다. 2016년 '타임'은 그를 "양당(민주당, 공화당)을 모두 공격하며 규칙을 부쉈고, 미래의 정치 문화를 제시했다."고 평가하며 '올해의 인물'에 선정하였다. 2019년 12월 18일 도널드 트럼프 대통령에 대한 탄핵소추안이 미국 하원 본회의에서 통과되었지만, 2020년 미국 상원 탄핵 재판 결과 무죄로 부결되어 대통령직을 그대로 유지할 수 있게 되었다.
2020년 재선에 도전하였으나 오바마 행정부의 부통령을 역임한 조 바이든 후보에 밀려 재선에 실패하자마자, 2021년에 퇴임했다. 하지만 2024년 대선에서 바이든 행정부의 부통령 카멀라 해리스를 상대로 재선에 성공하여, 2025년 1월 20일에 다시 대통령에 재취임했다.

## 어린 시절

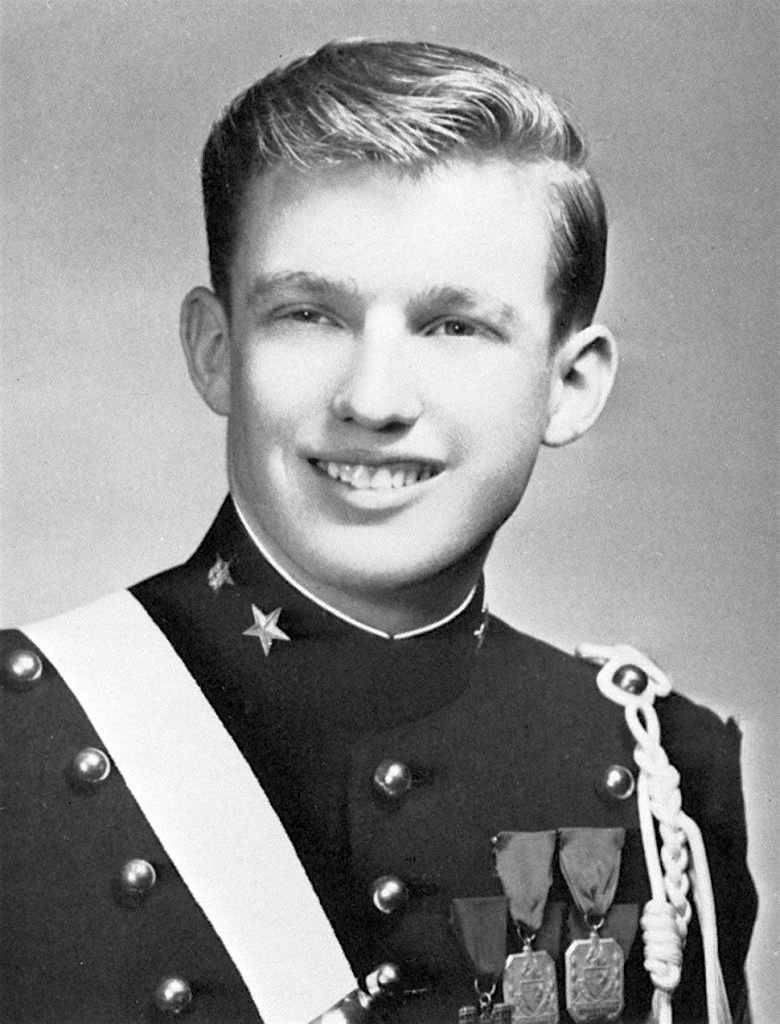
뉴욕 군사학교 재학 시절 도널드 트럼프(1964년)

도널드 트럼프는 1946년 6월 14일 뉴욕주 뉴욕시 퀸스에서 태어났다. 트럼프 집안은 독일 서남부 칼슈타트 출신인 할아버지 프레더릭 트럼프(프리드리히 트룸프)가 16세 때인 1885년 미국에 이민 오면서 트럼프 일가를 이뤘다. 아버지는 프레드 트럼프이고 어머니는 메리 앤 매클라우드 트럼프였는데, 이들 부부는 1936년에 결혼했다. 도널드는 프레드와 메리의 3남 2녀 중 차남이었고, 그의 형이었던 프레드 주니어는 1981년 43세의 나이에 알코올 중독으로 사망했다.
트럼프는 13살 때 학교에서 교사를 폭행하는 문제 행동을 일으켜, 그의 부모는 트럼프를 규율이 엄격한 뉴욕군사학교(New York Military Academy)로 보냈다.
트럼프는 뉴욕군사학교를 졸업한 뒤, 뉴욕의 포덤 대학교를 2년 재학 후, 펜실베이니아 대학교 와튼 스쿨로 편입, 경제학 학사 학위를 받았다.
베트남 전쟁 당시에는 1964년부터 5차례 학업과 질병으로 징병을 유예받았고 최종적으로 징집되지 않았다.

## 사업 경력

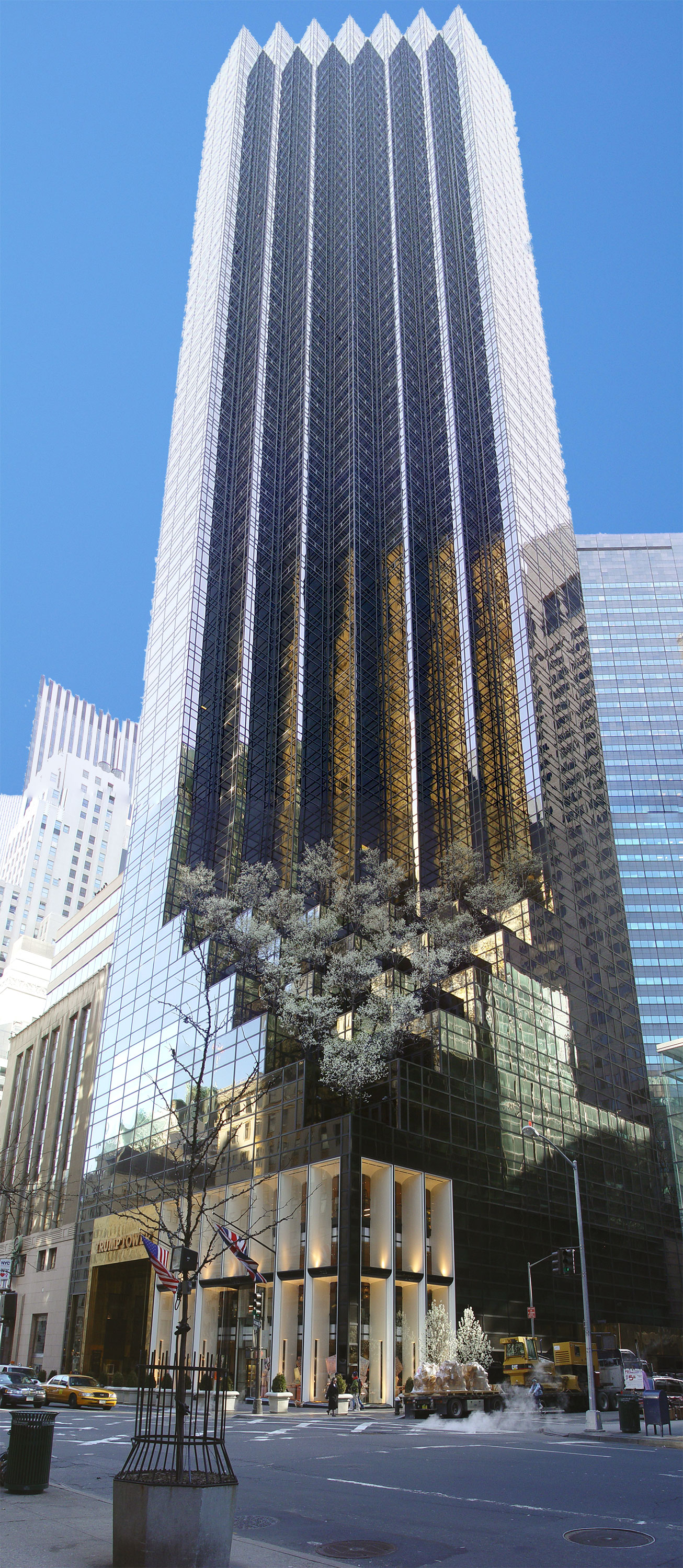
맨해튼 5번가에 있는 트럼프 타워

도널드 J. 트럼프는 본업인 부동산 사업을 포함해, 브랜딩 및 라이센스, 스포츠 사업이나 미인 대회 사업 등 다양한 비즈니스 분야에서 성공적으로 사업 활동을 해왔다. 또한 자선사업을 통해서 의료, 종교 및 스포츠 단체에 많은 금액을 기부 하였다. 이런 상황에서 미국의 보수적인 정치인들에게 정치적으로 공격을 받는 일도 있었다.

### 부동산 사업

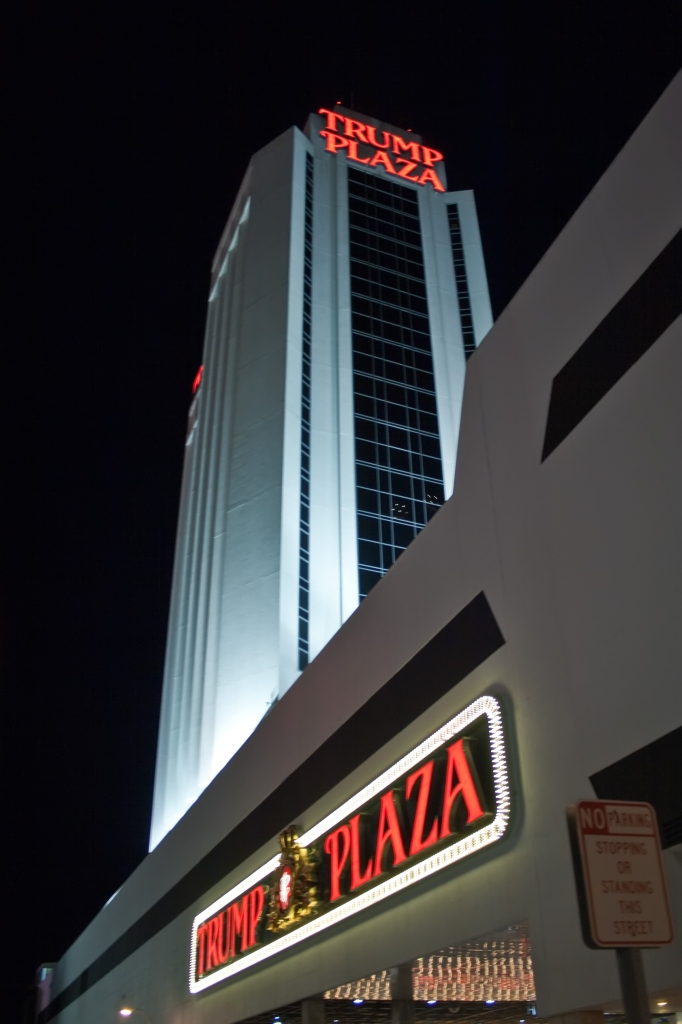
애틀랜틱시티에 있는 트럼프 플라자

트럼프는 부동산 사업을 하던 아버지 프레드 트럼프를 따라 부동산 사업을 시작하였다. 1971년에 경영권을 획득하면서, 트럼프는 사명을 트럼프 기업(The Trump Organization)으로 변경한 후 자신의 이름을 딴 호텔과 골프장을 설립·인수하기 시작하였다.
1978년, 트럼프는 아버지로부터 대출한 100만달러로 맨해튼 중심가에 호화로운 고층 빌딩들을 짓기 시작했다. 트럼프는 맨해튼에 버려져 있던 코모도르 호텔(Commodore Hotel)을 사들여 이를 그랜드 하얏트 호텔로 재건축했다. 1983년 뉴욕 맨해튼에 58층짜리 ‘트럼프 타워’를 지어 이름을 알렸다. 트럼프는 1997년 9월 대우건설과 손잡고 한국에서도 아파트 '트럼프월드'를 지어 분양했다.
그는 미국 내 주요 부동산 개발업자로 인정받기 시작했으며, 2004년부터 NBC 유니버설을 NBC와 공동 소유하여 자신이 진행하는 TV쇼 어프렌티스를 진행했고, 전국적으로 인지도를 높이게 되었다. 이듬해에는 슬로베니아 출신의 멜라니아 크나우스와 결혼하면서 세간의 화제를 모았다.

### 브랜딩 및 라이센스
시카고의 트럼프 인터내셔널 호텔 앤 타워를 비롯하여 트럼프 주식회사 (Trump Organization)은 다른 사람들과 회사가 소유하고 운영하는 다수의 건물 프로젝트에 트럼프 이름을 라이센스함으로써 브랜딩 및 관리 업무를 확장했다. 2000년대 후반과 2010년 초반에 트럼프 주식회사 (Trump Organization)는 전세계의 다양한 개발자 호텔 타워의 브랜딩 및 관리로 뉴욕을 넘어 풋(foot) 프린트를 확장했다. 시카고, 라스베가스, 워싱턴 D.C., 파나마 시티, 토론토 및 밴쿠버의 프로젝트가 포함되었다. 두바이, 호놀룰루, 이스탄불, 마닐라, 뭄바이 및 인도네시아에서도 트럼프 브랜드 건물이 있다.
트럼프 이름은 식료품, 의류, 성인 학습 과정 및 가정용 가구를 포함한 다양한 소비재 제품 및 서비스에 대한 라이센스도 취득했다. 이 벤처 기업은 프로젝트에서 트럼프, 파트너 및 투자자가 서로 엇갈린 성공을 거두었다. 2011년 포브스의 금융 전문가들은 '트럼프' 브랜드의 가치를 2억 달러로 추정했다. 트럼프는 그의 상표가 약 30 억 달러의 가치가 있다고 말하면서이 평가에 이의를 제기했다. 특히 워싱턴 포스트 (Washington Post)의 분석에 따르면, 트럼프의 이름과 관련된 50 개가 넘는 라이센스 또는 관리 거래가 있으며, 회사의 연간 매출액이 최소 5,900만 달러가 되었다.

### 스포츠
1983년 9월, 트럼프는 미국 풋볼 리그 (USFL)에서 뛰었던 미식 축구 팀 인 뉴저지 제네럴스 (New Jersey Generals)을 인수했다. 1985년 시즌이 끝나고 트 럼프는 경기를 관중석에서 NFL과 경쟁 한 가을 일정으로 옮기고 조직에 대한 독점 금지법 소송을 제기하여 NFL과 합병을 시도했다.
트럼프는 또한 여러 국가에서 골프 코스를 운영했다. 그는 마이클 스핑크스에 대한 마이크 타이슨의 1988년 헤비급 챔피언 싸움을 포함하여 애틀랜틱 시티의 트럼프 플라자에서 여러 복싱 경기를 개최했다. 그는 또한 마이크 타이슨 (Mike Tyson)의 재정 고문으로도 활동했다. 1989년과 1990년에 트럼프는 유럽의 사이클링 대회 (Tour de Trump) 사이클링 무대 레이스에 트럼프라는 이름을 올렸다. 이 대회는 유럽의 주요 사이클 튜어인 투르 드 프랑스 (Tour de France) 나 지로 디 이탈리아 (Giro d' Italia)와 같은 유럽계 미국인과 동등한 미국인의 지위를 향상하기 위한 시도였다.

### 트럼프 대학교
트럼프 대학교(Trump University)는 Trump와 그의 동료인 마이클 섹턴 (Michael Sexton)과 Jonathan Spitalny가 설립한 영리 목적의 교육 기관으로 설립되었다. 회사는 부동산 교육 프로그램을 운영하고 코스 당 $ 1,500~$ 35,000의 비용을 부과했다. 2005년 뉴욕주 당국은 "대학"이라는 단어의 사용이 오도된 것이며, 주법을 위반했다는 사실을 운영 기관에 통보했다. 2010년에 두 번째로 통고를받은 후 회사의 이름이 "Trump Entrepreneurial Institute"로 변경되었다. 트럼프는 사업 운영을 위한 영업 허가를 받지 못해 개인적으로도 책임이 있다고 판명되었다. 트럼프 대학(Trump University)의 세일즈 매니저인 Ronald Schneckenberg는 증언을 통해 감당할 수 없는 한 부부에게 35,000 달러의 부동산을 판매하는 것을 열심히 시도하지 않은 것에 대해 견책을 받았다고 증언했다.
2013년에 뉴욕주는 트럼프 대학에 4 천만 달러의 민사 소송을 제기했다. 또한, 트럼프 대학(Trump University)에 관한 두 개의 집단 소송 민사 소송이 연방 법원에 제기되었다. 트럼프를 개인적으로나 그의 회사에 지명했다. 대통령 선거 운동 동안, 트럼프는 그의 멕시코 유산 때문에 그의 판결에 편견을 주장하면서, 대통령 판사 곤잘로 피엘을 비판했다. 트럼프가 대통령 당선 직후, 양 당사자는 3건의 사건을 해결하기로 합의했다. 트럼프는 총 2천 5백만 달러를 지불하고 어떤 부정 행위도 부인했다.

### 미인 대회
도널드 트럼프는 1996년 미스 유니버스 조직회를 인수해, 해마다 미스 유니버스, 미스 USA, 미스 틴 USA를 2015년까지 열었다. 미스 유니버스는 세계에서 가장 유명한 미인 대회로 1952년 캘리포니아 주에 위치한 퍼시픽 밀스라는 회사가 처음으로 열었다. 그는 방송 주요 스케줄 배정에서 미인대회를 제외한것에 대한 불만으로 기존에 미국의 방송사인 CBS에서 열리던 미스 유니버스, 미스 USA, 미스 틴 USA를 2002년에 NBC로 옮겼다. 그러나 트럼프가 2015년 6월 멕시코 이민자들에 대해 불만이 있는 말을 하여 파문을 일으켰으며, 공동 주최한 NBC 방송과 유니버설은 트럼프와 함께 사업하지 않겠다 선언했다. 트럼프는 방송사 유니비전이 미인 대회 중계를 약속하였지만 실제 방송을 거부한것에 대해서 계약을 위반했다며 5억 달러의 손해배상 청구소송을 제기했다. 9월, 그는 미스유니버스 운영권을 WME-IMG에 매각했다.

### 트럼프 재단
도널드 J. 트럼프 재단 (Donald J. Trump Foundation)은 1988년 트럼프: 거래의 기술 (Trump : The Art of the Deal)라는 책에서 얻은 수익금을 기부하기 위해 1988년에 설립 된 미국 기반 사설 재단이다. 재단 기금은 대부분 2008년 이후 자선 단체에 개인적으로 도날드 트럼프 (Trump)의 기부금 이외에도 외부의 기부자로부터 기금을 조달했다.
트럼프 재단의 세무 보고서는 보수 단체뿐만 아니라 의료 및 스포츠 관련 다양한 자선 단체에 기부한 것으로 나타났다. 예를 들어, 2009년에는 재단이 아놀드 파머 메디컬 센터 재단 ($ 100,000), 뉴욕 장로교 병원 ($ 125,000), 경찰 운동 리그 ($ 156,000), 그리고 뉴욕 주립 병원에 기부금을 기탁하여 약 406 그룹에 926,750 달러를 기부했다. 클린턴 재단 ($ 100,000). 2004년부터 2014년까지 재단의 최고 기부자는 WWE의 빈스 (Vince)와 린다 맥마흔 (Linda McMahon)이었으며, 그는 2007년 WrestleMania에서 트럼프가 등장한 후 재단에 5백만 달러를 기부했다. 트럼프는 나중에 Linda McMahon이라는 이름으로 작은 비즈니스의 관리자 (Small Business Administration)로 지명되었다.
2016년에 워싱턴 포스트는 자선 단체가 자진 신고 및 탈세 가능성을 포함하여 잠재적, 합법적 및 윤리적 위반을 저질렀다고 보도했다. 또한 뉴욕주 검찰 총장실은 2016년에 재단이 자선 단체에 관한 뉴욕 법률을 위반하고 뉴욕에서 기금 모금 활동을 즉시 중단하라는 명령을 트럼프 재단에 통보했다. [ 트럼프 대변인은 검찰 총장의 수사에 "정치공격: 당파 적 영향"을 요구했다. 트럼프 팀은 2016년 12월 말 트럼프 재단 (Trump Foundation)이 미국의 기존 "대통령과의 정치적 분쟁에 연관된 모습을 없애기 위해" 해산될 것이라고 발표했다. IRS에 따르면 2017년 11월에 제출 된 자료에 따르면, 트럼프 재단은 자산을 종료하고 다른 자선 단체에 트럼프 재단의 자산인 9백 7 십만 달러를 배포하려 했다. 그러나, 정치적 공격을 하려고는 뉴욕 법무 장관 사무실은 트럼프 재단이 합법적으로 폐쇄되기 전에 진행중인 조사를 완료 하려고 했었다. 즉 2018년 6월에 280 만 달러의 배상금과 추가 벌금에 대한 민사 소송을 트럼프 재단에 제기했다. 대상자는 트럼프 자신과 가족인 도널드 주니어 (Donald Jr.), 에릭 (Eric), 이반카 (Ivanka) 등이 관련이 되어 있었다.

## 방송 경력

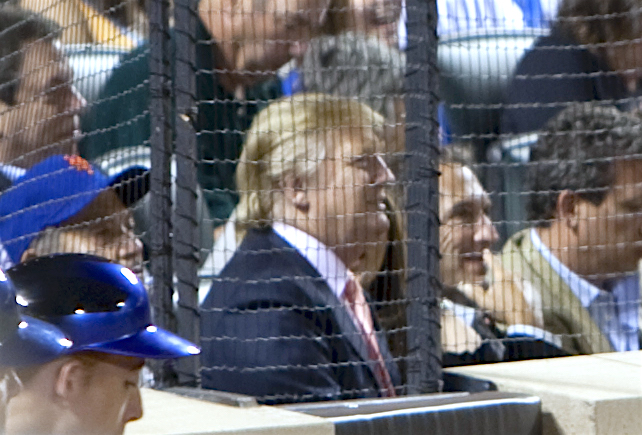
야구 경기를 관람하는 트럼프

### 어프렌티스 진행자
도널드 J. 트럼프는 2004년부터 2015년까지 미국 NBC의 리얼리티 방송 어프렌티스(Apprentice)를 진행하였다. 어프렌티스는 말 그대로 견습생이란 뜻으로, 견습생 참가자들이 트럼프의 회사 중 하나를 연봉 25만 달러에 1년 계약으로 경영하는 조건을 두고 경쟁을 벌이는 프로그램이다. 매회 트럼프가 1명씩 해고를 하며, 최후에 살아남은 1인이 계약을 따내는 승자가 된다. 이 방송에서 트럼프의 "넌 해고야(You're fired)"라는 말이 유행어가 되기도 하였다.

### 트럼프 모델 매니지먼트

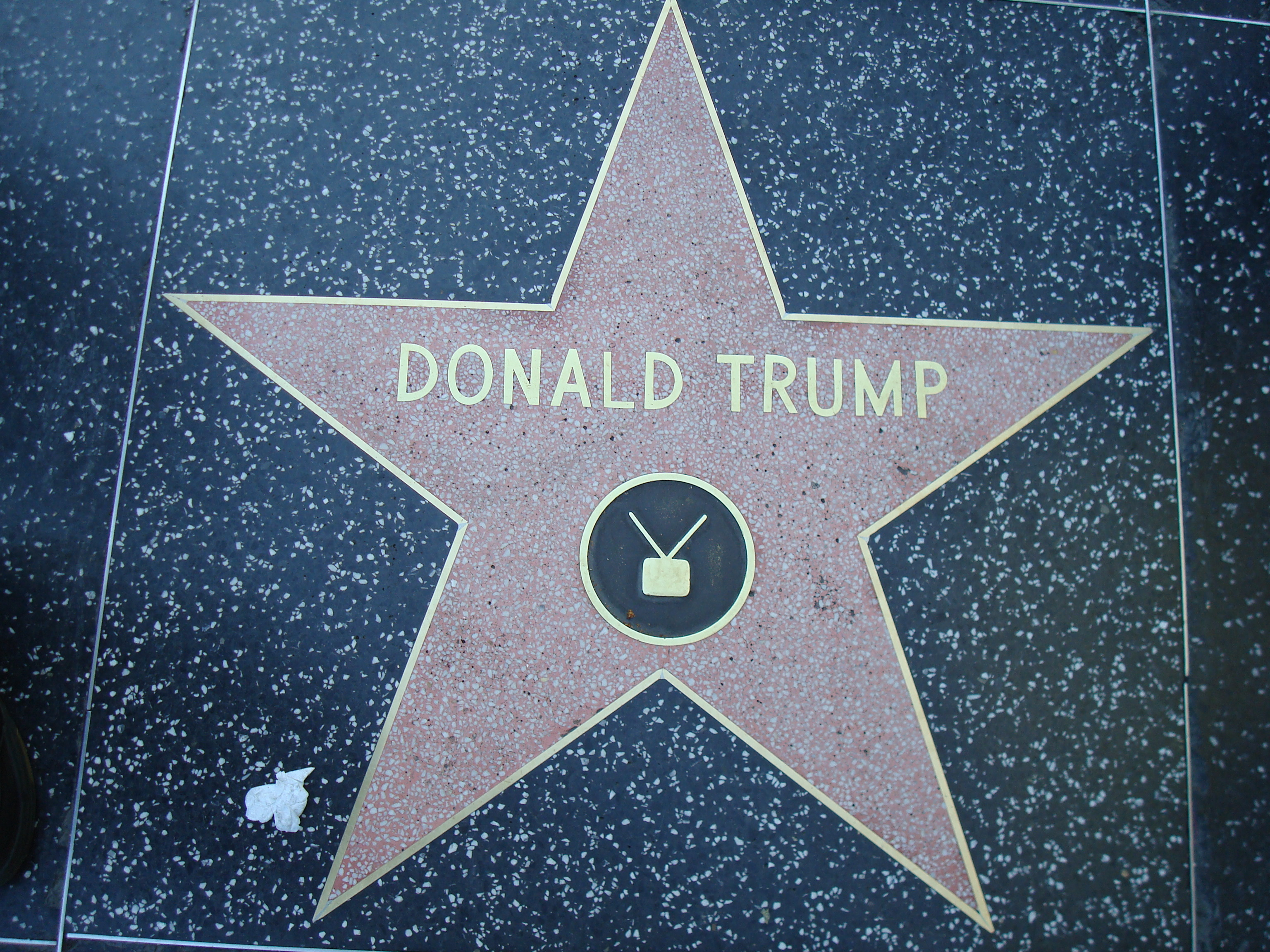
헐리우드 명예의 거리에 있는 도널드 J. 트럼프의 스타

도널드 J. 트럼프는 1999년 뉴욕 맨해튼 소호에 트럼프 모델 매니지먼트(Trump Model Management)라는 패션 모델 회사를 설립하였다. 트럼프 모델 매니지먼트는 다른 트럼프 계열사인 트럼프 매니지먼트 그룹(Trump Management Group LLC)과 함께 2000년부터 250여명의 외국 패션 모델들을 데려와 미국의 패션 산업에 진출시켰다.

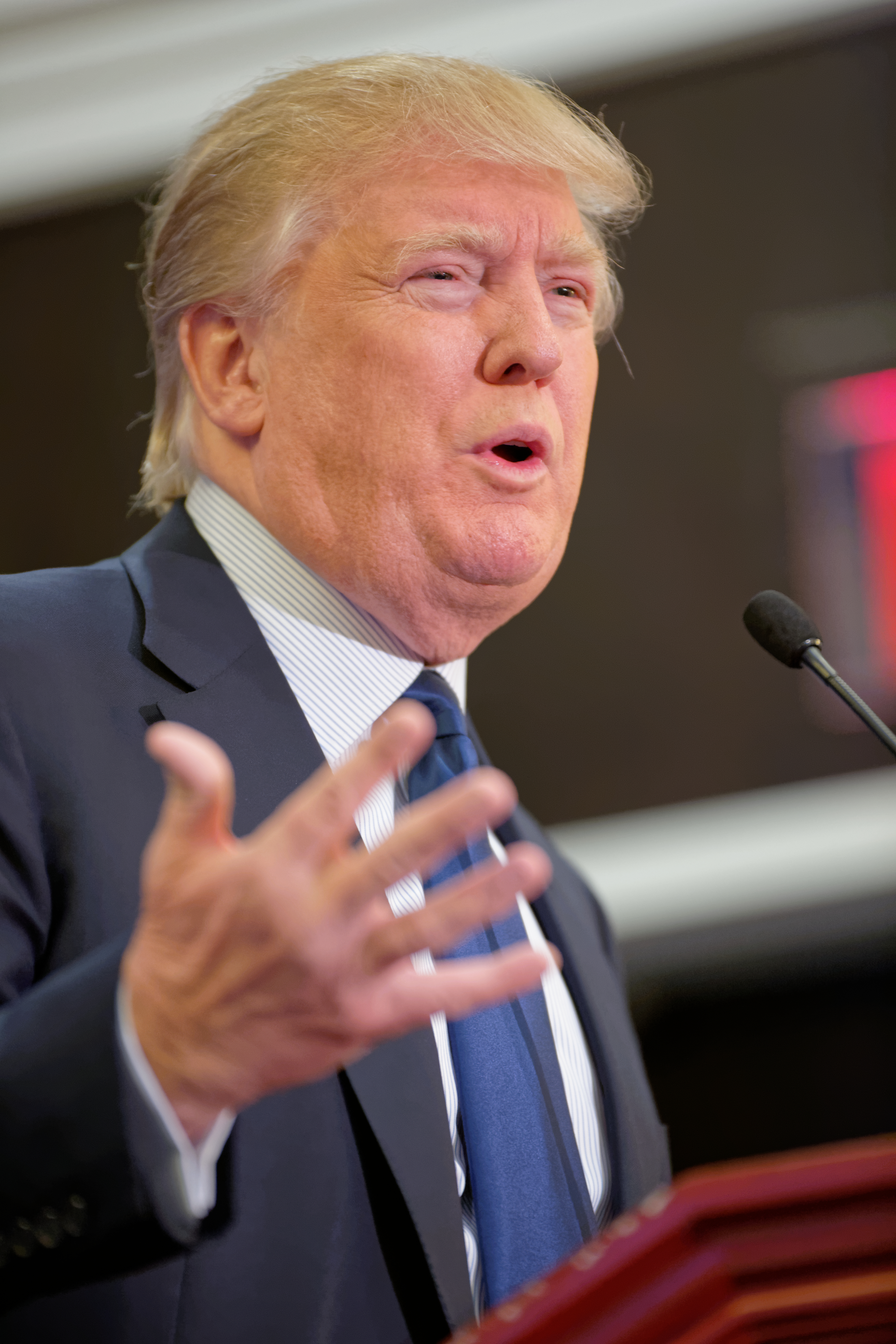
연예 활동을 하는 트럼프

### WWE에서의 활동
도널드 트럼프는 피니쉬 무브로 크로스라인을 사용하는데 빈스 맥맨과 손을 잡아 1988년 레슬매니아 IV와 1989년 레슬매니아 V를 공식 후원하여 트럼프 플라자에서 개최하였다. 1991년 레슬매니아 VII에도 나왔으며, 2004년 레슬매니아 XX에서는 제시 벤츄라에 의해 인터뷰를 한 적이 있었다.
2007년에서는 회장 빈스 맥맨이 그를 언급하면서 WWE와 관계가 깊어졌는데, 그 발단으로 레슬매니아 23에서 빈스 맥맨과 도널드 J. 트럼프의 대결이 성립되었다. 당시 이 경기에서는 지는 쪽이 삭발을 당해야 하는 '헤어 vs 헤어'매치 방식으로 치르는데 동시에 빈스 맥맨의 고용선수인 당시 인터콘티넨탈 챔피언 우마가와 도널드 J. 트럼프의 고용 선수인 당시 ECW 월드 챔피언 바비 레쉴리가 경기를 펼치게 되는 대결이었다. 그리고 특별 심판으로써 스티브 오스틴을 영입하였다. 레슬매니아 23에서 빈스 맥맨쪽이 우세했지만 도널드 J. 트럼프쪽이 이겼다. 이 때 빈스 맥맨에게 트럼프의 피니쉬 무브인 크로스라인을 시전하고 꿀밤을 5대나 때렸다. 결국 빈스 맥맨은 도널드 J. 트럼프, 바비 레쉴리, 스티브 오스틴에 의해 삭발 당하게 되었다. 그 보답으로 도널드 J. 트럼프는 스티브 오스틴의 스터너로 얻어맞았다.
2009년 6월 15일, WWE RAW를 구입하고 RAW의 오너가 되었으나 다음주 6월 22일에 다시 RAW를 반으로 팔아주고 빈스 맥맨에게 해고되었다. 2013년 2월 그는 WWE 명예의 전당에 헌액받았다.

## 정치 활동

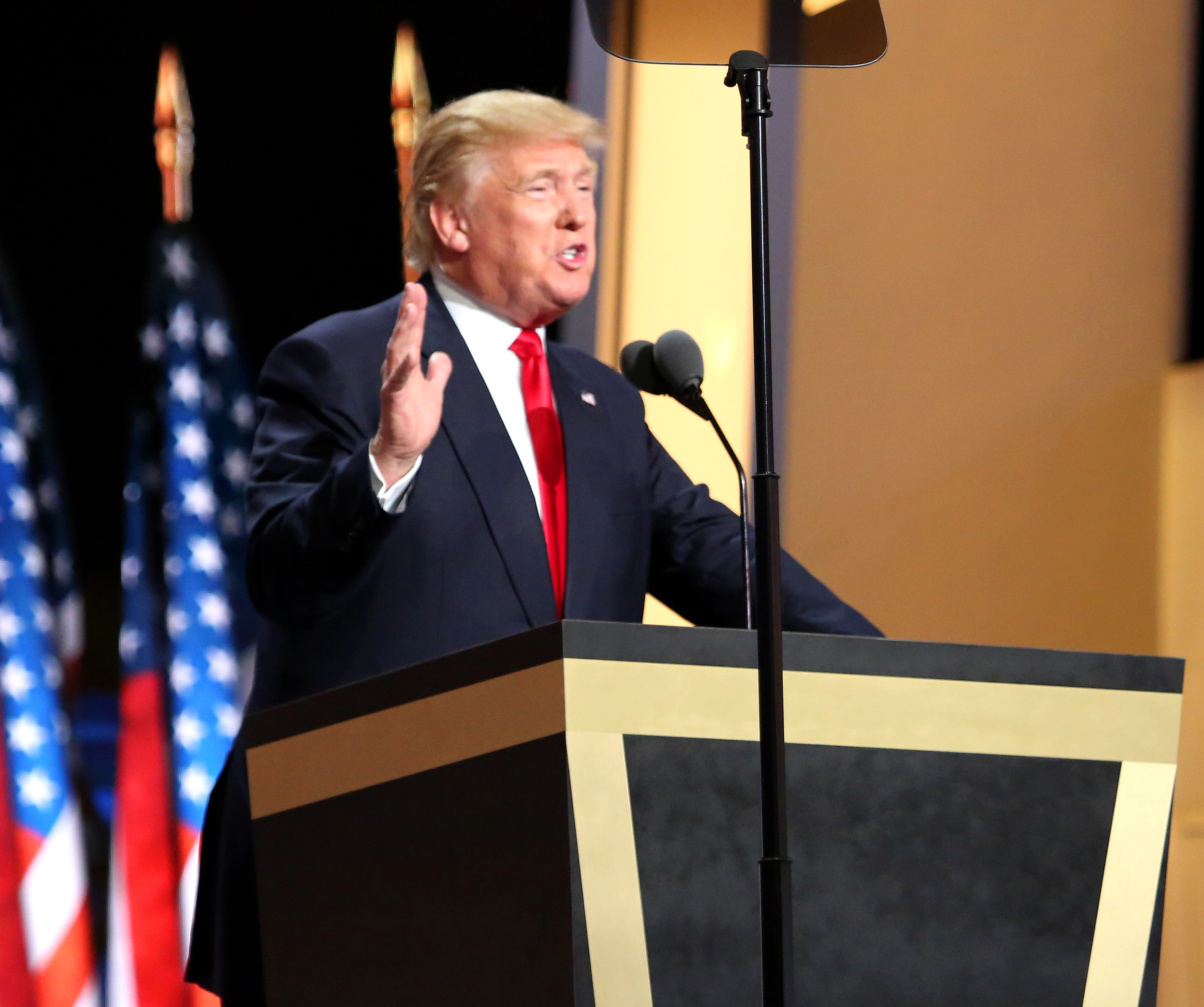
2016년 7월 미국 공화당 전당대회에서 대통령 후보 수락을 하는 트럼프

### 정치적 성향
트럼프는 지지정당을 여러 번 바꾸었다. 2011년 미국의 정치자금 감시단체인 CRP(Center for Responsive Politics)의 보고서에 따르면 도널드 트럼프는 약 20년간 공화당 후보 뿐만 아니라 민주당 후보에게도 선거자금을 기부한 것으로 나타났다. 사실 그는 자신이 원하는 일을 하는 것이 중요하지 다른 것들은 별로 중요하지 않다고 주장했으며 자신은 상대방을 기만하거나 손실을 주는 행위에 희열을 느낀다고 선언했다. 2012년 2월에는 공화당 대통령 후보이던 밋 롬니를 공개적으로 지지했다. 트럼프는 미국의 전 대통령인 로널드 레이건의 지지자이기도 했다. 그리고 오바마와 2012년 경선 때 핫 이슈로 떠오르기도 했다.

### 2016년 미국 대통령 선거

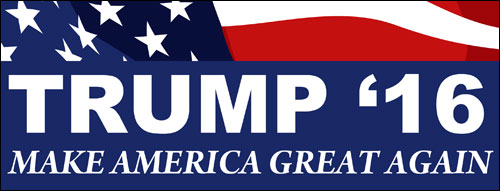
도널드 J. 트럼프 대선 캠프의 슬로건 "미국을 다시 위대하게"(Make America Great Again)

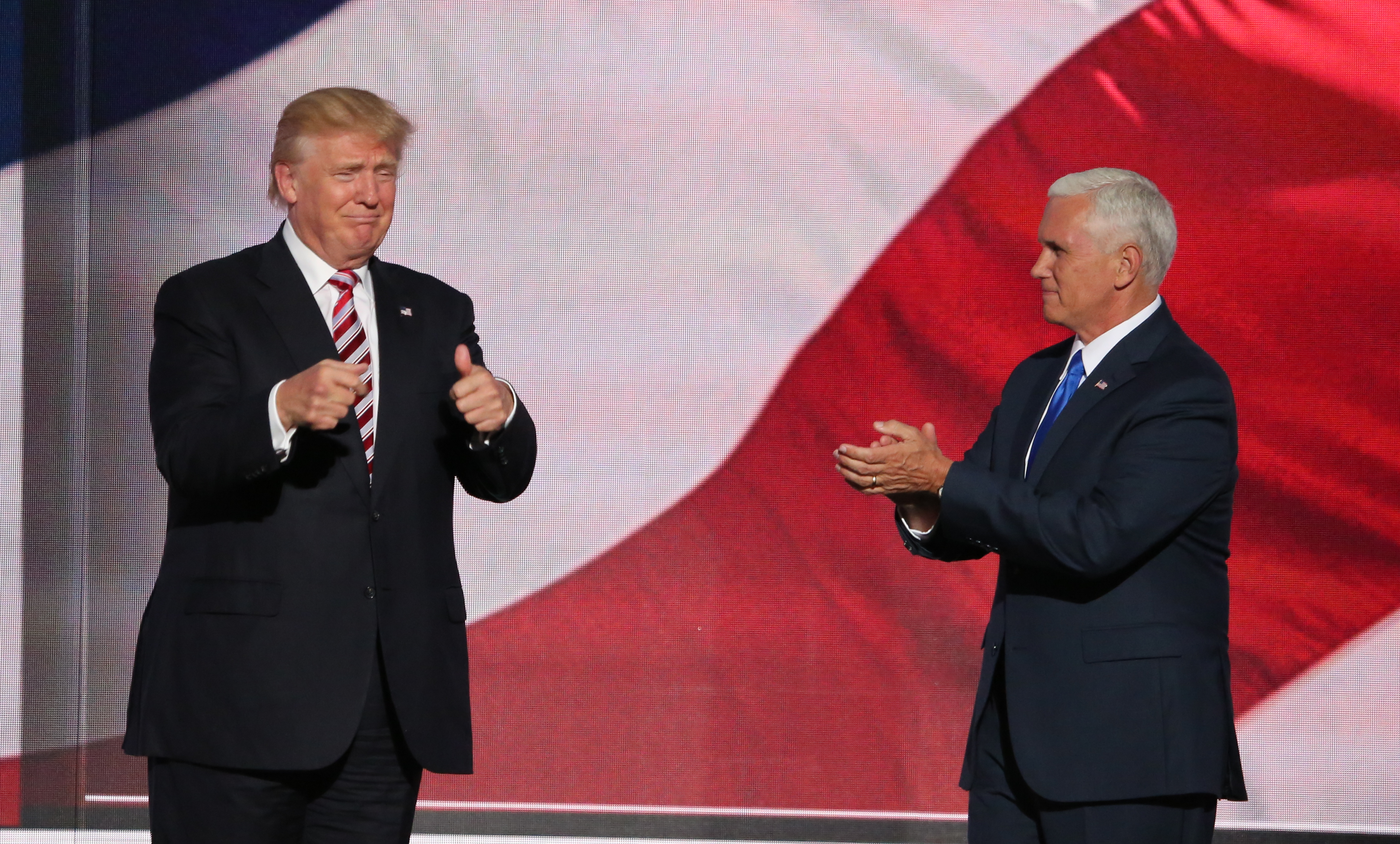
전 인디애나주지사이자 러닝메이트 마이크 펜스와 함께

트럼프는 2015년 6월 17일, 공식적으로 2016년 미국 대통령 선거 출마를 선언하였다. 그는 대선 출마 후 "미국을 다시 위대하게"(Make America Great Again)라는 대선캠프 표어를 내걸었다. 이는 로널드 레이건 당시 내놓은 슬로건에서 Let`s를 제외하면 똑같은 구호로, 공화당 지지자들의 옛 향수를 불러 일으킨다는 평가를 받았다.
2016년 3월 30일, MSNBC 주최로 열린 타운홀 미팅 인터뷰에서 그는 낙태 여성이 처벌을 받아야 하느냐는 질문에 처음에는 머뭇거리다가 "낙태에 대해 어떤 형식으로든 처벌이 있어야 한다"고 답했다. 이 발언이 전해지자 민주당 대선 주자인 힐러리 클린턴은 트위터를 통해 트럼프의 생각에 유감을 표하면서 비판했다. 과거에는 낙태에 관해 법적으로 처벌해서는 안된다고 했으나, 보수층의 표를 위해 주장을 번복하고 있다는 비판이 있었다.
공화당 주류에서는 그의 후보 지명에 난색을 표했지만, 일부에서는 트럼프 대세론을 인정하고 지지 의사를 표명하였다. 세라 페일린 전 알래스카 주지사, 잰 브루어 전 애리조나 주지사 등이 지지의사를 밝혔다. 도널드 J. 트럼프는 2016년 미국 대통령 선거 공화당 후보 경선에서 1,400만에 가까운 표를 얻음으로써 공화당 역사적으로도 최대 득표를 기록하여, 압도적인 지지를 받고 2016년 공화당 대통령 후보로 선출되었다.
이후 2016년 미국 대통령 선거에서 총 득표수는 밀렸으나 306 : 232라는 선거인단 격차를 내며 제45대 대통령에 당선되었다. 로널드 레이건보다도 1년 늦은 만 70세 239일에 취임하여, 미국 역대 대통령 중 최고령 대통령이기도 하다. 그리고 도널드 J. 트럼프는 현재 공화당이다.

### 1차 대통령 집권기 (2017~2021년)

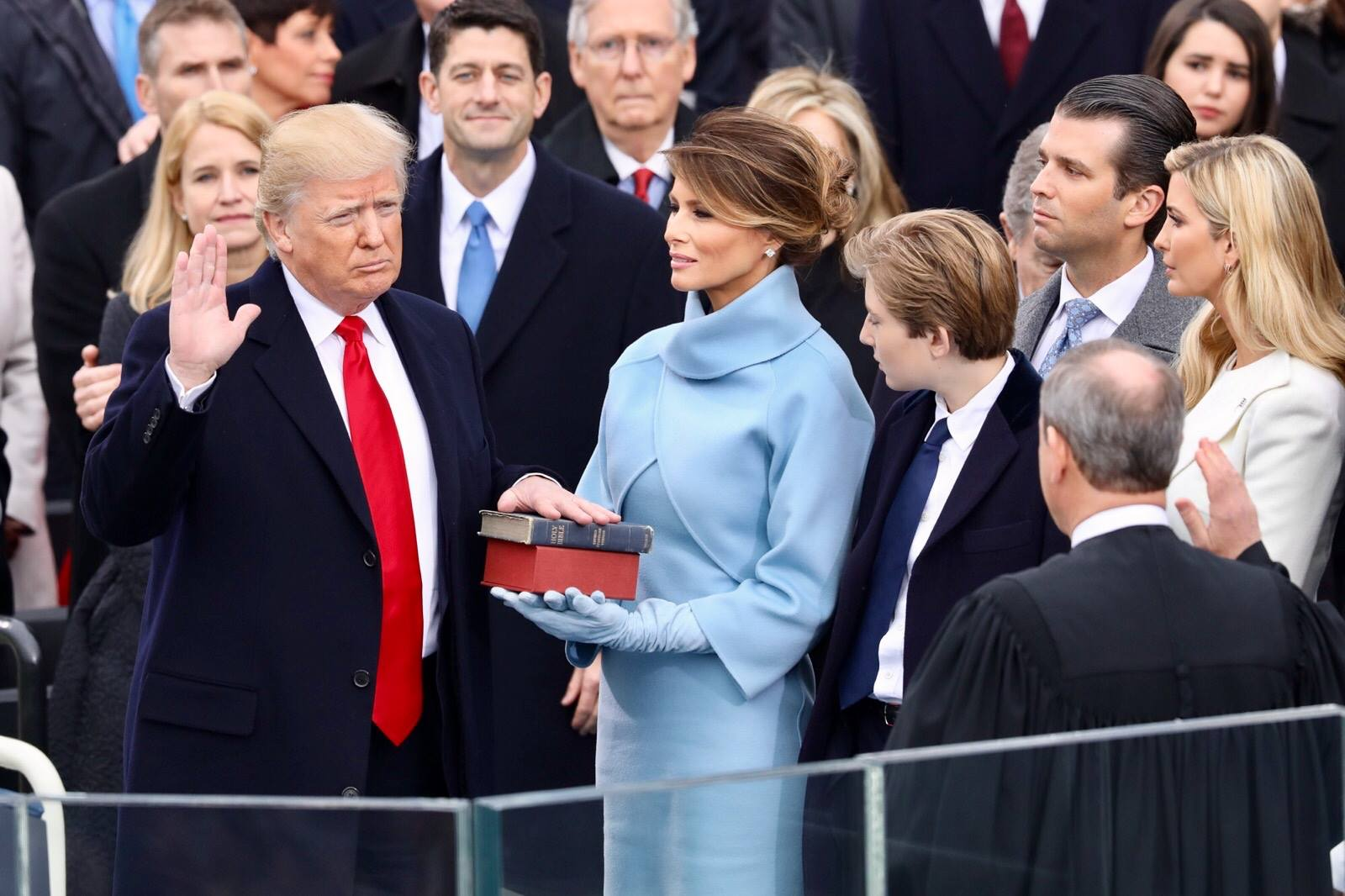
2017년 1월 20일 제45대 미국 대통령 취임 선서를 하는 트럼프

2017년 1월 20일 도널드 트럼프는 미국의 제45대 대통령에 취임하였다. 트럼프는 대통령 취임사에서 앞으로 모든 대내외 정책에서 미국의 이익을 최우선하는 미국 우선주의를 천명하여, 보호무역주의와 해외 주둔 미군에 대한 동맹국과의 방위비 재협상을 예고하였다.

### 2020년 미국 대통령 선거
하지만 트럼프는 2020년 미국 대통령 선거에서 위스콘신주, 미시간주, 펜실베이니아주, 조지아주 등 경합주들서의 패배로 결국 미국 대통령 선거 역사상 오하이오주와 플로리다주, 그리고 텍사스주를 모두 이기고도 대통령 선거에서 낙선한 최초의 대통령 후보가 되었다. 이 때문에 2021년 1월 20일 부로 도널드 트럼프는 대통령에서 퇴임했다.

### 미국 의회 습격 사건
2021년 1월에 대선에 불복하는 트럼프 지지자들이 미국 의회를 습격하는 사건이 일어났다. 트럼프는 이에 그들을 애국자라고 추켜세워서 논란이 되고 있다. 이후 트위터계정까지 정지 당했다.
그리고 이것이 원인이 되어 일주일 후 2021년 도널드 트럼프 대통령 탄핵 소추가 발의되었다. 하지만 이 탄핵소추안은 하원에선 통과했지만, 상원에서 통과되지 않았다.

### 2024년 대통령 선거
도널드 J. 트럼프는 2024년 미국 대통령 선거 공화당 후보 경선에서 1,700만표가 넘는 표를 얻음으로써 압도적인 표 차이로 공화당 대통령 후보 경선에서 승리해 공화당 대선 후보로 다시 등판하였다. 이후 2024년 미국 대통령 선거에서 승리하며 제47대 대통령에 당선되었다.

## 정치적 입장

### 경제와 무역
트럼프의 캠페인 세금 계획은 법인 세금률을 15%의 높이로 하여, 다양한 비즈니스의 허점과 삭감을 배제하고, 개인적 소득세를 위한 층들의 수를 줄였다. 최고 세금률이 39.6%에서 25%로 줄어들고 큰 영점의 층이 창조되어 선택적 최저 세금과 부동산 세금이 둘다 배제되었다. 최저 임금에 관한 그의 논평들은 그렇게 맞진 않는다.
트럼프는 "자유 무역인"으로서 무역은 합리적으로 공명하여야 한다고 말한다. 북미자유무역협정과 환태평양 경제 동반자 협정에 자신의 비판들과 의미있게 미국으로 중화인민공화국과 멕시코의 수출품들에 관세를 높이는 데 자신의 제안의 이유로 가끔 "보호주의자"로 불렸던 적도 있다. 트럼프 대통령은 또한 세계 무역 기구의 비판적인 관점으로 본다. 자신이 제안한 관세들이 받아지지 않는다고 위협을 받은 적도 있다고 한다.
국가 비상사태를 선포했고, 이를 통해 국제비상경제권법(IEEPA)를 발동하여 2025년 4월 5일부터 모든 미국 수입품에 대해 10% 관세를 부과할 수 있게 되었다.

### 에너지와 기후
트럼프의 에너지 정책은 중동의 석유에 의지를 억제하기 위하여 화석과 재생 가능 자원 둘다를 위하여 국내적 산업 후원을 주창하였다. 그가 임명한 조언자들은 적게 규제한 에너지 시장에 호의를 가지고 기후가 위협을 변화시킨다고 그들에게 즉각적인 활동이 필요하지 않았다고 한다.
트럼프는 기후의 변화에 대한 이야기를 받아들이지 않았다. 2012년 그는 세계적 경고는 중국인들에 의하여 발명된 속임 장난이라고 말하였으나 후에 자신이 농담을 한 것이라고 말하였다. 그는 미국 환경보호국을 망신이라고 불렀고 그 예산을 깎으라고 위협하였다. 트럼프는 전력 정화 계획을 배제하는 데 서약하고 170개 이상의 나라들에서 탄소 방출에서 축소를 요구한 파리 기후 동의서에서 탈퇴하였고, 대통령 선거에서 당선된 후, 그는 인간의 활동과 기후의 변화성 사이에 어떤 연결성을 인정하고 파리 동의서에 자신이 편견이 없다고 말했다.

### 외교 이념
일본에 대해서는 동지적 개념이라고 밝혔다. 트럼프는 아베 신조를 존경한다고 언급하기도 했다.
중국을 지배하는 일당체제 중국공산당에 대해서는 전체주의화에 대해 중국 정치에 관여하는 것은 아니라고 밝혔다. 반공주의자이나 중국이 미국을 박살낼 정도로 막강해진 입장에서 미국이 굳이 개입할 일은 아니라는 것이다.

## 외교 정책
트럼프는 비간섭주의자와 국가주의자로 묘사되어왔다. 그는 자신이 밝힌 "미국이 먼저"라는 외교 정책을 되풀이하여 언급하였다. 그는 늘어나는 미국의 군사 지출을 비판하며 나토와 태평양 지역에 미국의 지출을 줄이는데 호의적인 입장을 보였다. 그는 미국이 내부를 보고 외부 국가 건설을 멈추고 국내에서 필요함에 그 수단들을 재교육해야한다고 말하였다. 그는 자신이 대통령으로서 나토의 회원국들에게 자동적으로 안정 보증들을 넓히고 동맹국이 변하지 않는 한 미국이 나토를 떠날 것 같다고 제안하였다. 트럼프는 일본이 주일미군들의 비용을 더 지불해한다고 요구하였고, 자신들이 조선민주주의인민공화국으로부터 보호하는데 핵무기를 개발해야 한다고 밝혔다.
이슬람 국가 단체에 맞서는 명령에 트럼프는 2015년 이슬람 국가 단체 점령 지역들에서 석유를 점유하고 미국의 공군력과 지상 부대를 이용하는 것을 명령하였다. 2016년 트럼프는 자신이 말한 지방에 2만명에서 3만명의 미군들을 보내는 것을 재창하였다. 또한 그 해에 자신이 이슬람 국가 단체가 이용하는 인간 보호물을 어떻게 다루냐고 의문이 생겼을 때 트럼프는 "당신들은 당신들의 가족들을 밖으로 데려가야 한다."고 대답하였다. 이스라엘-팔레스타인 투쟁을 여기며 그는 가능한 협상이 있는 동안에 중립을 지키는 중요성을 진술하였다. 그는 요르단강 서안 지구에 이스라엘의 정착 건설을 성원하고 있다.
2016년 미국 대통령 선거가 열리는 동안에 트럼프는 되풀이적으로 이라크 전쟁을 반대하였다고 말하였다. 2002년 자신이 이라크를 침공하는데 성원하였다는 의문이 생기자 그는 "그렇다."고 답하며 걸프 전쟁(1990~91)에 참조에서 "난 그 일이 정확하게 해내는데 처음이길 바란다."라고 추가하였다. 트럼프는 공동적으로 전쟁이 시작된지 1주 안에 전쟁을 혼란으로 참조하였고 2004년으로 봐서 그는 전쟁에 반대하였다. 그 이래 그는 되풀이적으로 전쟁을 비판하였다. 트럼프는 자신의 대통령 선거 운동 기간에 아프가니스탄 전쟁은 실수였다고 진술하고, 다른 때에는 그것이 필요했다고 진술하는 등 입장이 계속 바뀌었다. 그는 아프가니스탄에서 미국의 군사 수를 줄이는 것을 주장했다. 트럼프는 2011년 리비아에서 일어난 군사 중재도 주장한 바 있다. 그 이래 그는 자신의 입장을 전환시켜 2016년 2월 "무암마르 알 카다피가 당장 재판에 섰으면 우리가 더 나았을 것이다."라고 말하였다.

### 북한
도널드 트럼프는 김정은과 2018년 5월 이전에 북미 정상회담을 하겠다. 라고 북한의 김정은 위원장의 북한 평양으로의 정상회담 초대를 응하였다. 이후 6월 12일 정상회담을 하였다. 북한에 대해서는 미국 대통령 트럼프는 북미 정상회담 이후 북한의 비핵화의 외교적 큰 걸음을 달성하였다고 하였다. 공동 선언에서 양국은 "한반도에서 지속적이고 안정적인 평화 체제를 수립하려는 노력에 동참할 것"이라고 선언했다.
2019년 6월 30일 오산공군기지를 방문했으며 판문점에서 문재인 대통령, 김정은과 3자 대담을 가졌다. 하지만 이는 기만책일 가능성도 있다.

## 공개 프로필

### 이민
트럼프의 이민 정책들은 선거 운동이 있는 동안에 격렬하게 논의되었다.  그의 어떤 제안들은 그의 계획의 유효성과 입수 가능성을 의문한 이민에 몇몇의 전문가들에 의한 정밀한 조사 아래에 왔다.  트럼프는 멕시코가 돈을 내는 데 약속한 장벽, 즉 미국과 멕시코 국경에 불법 이민자들을 못 들어오게 하는 더많은 견고한 장벽들을 세우는 데 맹세하였다.
2015년 11월 파리 테러에 이어 트럼프는 똑바른 여과성이 이행될 수 있을 때까지 미국에 입국으로부터 이슬람들을 완료적으로 금지시키는 데 논쟁적 제안을 만들었다.  그는 후에 이 제안들이 이슬람 비시민들에게만 신청될 것이라고 뚜렷하게 하였다.
2016년 8월 트럼프는 전부의 밀입국자들의 추방을 요구하는 자신의 입장들을 온화하게 했으리라고 암시하였다.  그달 31일 그는 멕시코의 엔리케 페냐 니에토 대통령을 방문하여 멕시코와 관계들을 짓고 싶다고 말하였다.  하지만 그날 밤에 있던 주요 연설에서 트럼프는 멕시코에 의하여 돈을 내게 되는 멕시코 국경을 따라 장벽을 건설하고, 불법적으로 미국으로 입국하는 자들을 가능성있게 추방하고, 미국을 떠나 재입국을 신청하지 않는 한 그런 자들에게 법적인 신분들을 거부하고, 추방 업무 군사를 창조하는 것을 포함한 자신의 강경 노선 지위들을 다시 확인하는 10점의 계획을 펼쳤다.

### 사회
트럼프는 자신을 '프로-라이프'라고 표현하고, 정통적으로 강간, 상피와 모친의 건강에 위험을 주는 상황들 같은 어떤 예외들을 제외한 낙태를 반대하는 편이다. 그는 정치적으로 기독교적 가치를 추구하며, "전통적 결혼"을 성원하나 국가적으로 동성의 결혼의 법적을 가라앉힌 논쟁으로 숙고하고 있다.
트럼프는 오래 전부터 성소수자 즉, LGBT에 대한 권리 보장을 지지하는 편이였다. 그러나 동성의 결혼에 대해서는 반대한다. 그는 버락 후세인 오바마의 압력 아래 2015년 미국 연방대법원에서 5:4로 결정한 동성결혼 판결에 찬성하지 않으며 판결이 다시 번복되기를 바라는 입장. 또한 트럼프 행정부가 들어서고 오바마 정부가 만든 성소수자 (LGBT) 지원 부서가 백악관에서 없어지기도 했다.
트럼프는 제2차 수정 조항의 번역을 늘이는 성원을 하며 정통적으로 총의 통제를 반대한다고 말하였다. 그는 법률상 정당하다고 인정된 소량의 마리화나를 반대하나 의료적 마리화나를 성원하는 편이다. 그는 악랄한 범죄자에 한해 고문의 형성인 워터보딩의 이용은 물론 사형에 호의를 가지고 있었으나, 제임스 매티스 장군의 조언에 따라 해당 주장을 철회하였다.

### 보건
트럼프는 되풀이적으로 환자보호 및 부담적정보험법을 폐지하고 대체하는 데 맹세하였다.  그의 2000년 저서 《우리 미국은 가치가 있다》는 캐나다 모델에 기초를 둔 일체 재생 보건 제도를 위하여 강한 논의를 하였다.  2016년 3월 트럼프의 선거 운동은 주를 가로지르며 팔아야 하는 보건 보험을 허락하는 설비, 보건 보험 할증금을 공제, 보건 저축 통장들을 확장시키는 것을 포함하는 다양한 자유시장 개혁들을 포함한 연설 요약을 공개하였다.
트럼프는 미국 보훈부를 합리화 하고, 예비 저장품과 대기자 명단을 없애고, 관련된 시설들을 개량하는 데 목표를 삼고 있다.

### 교육
트럼프는 학교의 선택과 초등, 중등 학교들을 위한 지방적 통제를 위한 자신의 성원을 진술하였다.  그는 초등, 중등 학교들을 위한 필수 과목 공립 표준 발의권을 반대하고 필수 과목을 끝내야 하는 재해로 불렀다.  그는 교육부의 전부 혹은 일부를 폐지하리라고 진술하였다.

### 종교
트럼프의 공식적인 종교는 개신교이지만, 그가 정확히 어느 교파에 속해있는지는 여러 논쟁이 오간다. 그는 인터뷰에서 자신은 장로교에 출석하고 있다는 입장을 밝혔지만, 언론을 통해 그가 50년간 출석한 교회는 장로교가 아닌 그리스도연합교회 소속인 것으로 밝혀졌다. 이바나 트럼프, 말라 메이플스와의 결혼식 역시 개신교식으로 치러졌으며, 그리스도연합교회 소속 목사가 결혼예배를 집전하였다. 다만 어린시절에는 미국 장로회 소속 교회에 출석했고, 세례를 받았으나 성인이 된 뒤 그리스도연합교회로 옮겼다. 그의 아버지인 프레드 트럼프는 루터교회 소속이었고 다른 트럼프의 형제들 역시 루터교 소속 교회를 다녔다.
그는 대통령 재직 시기인 2020년 인터뷰를 통해 자신은 더 이상 특정 종파에 소속된 개신교인이 아닌 초교파라고 밝혔다. 그는 의사당 시위 직후 백악관에서 5분 거리에 위치한 성공회 소속 성 요한 성당에서 열린 예배에 성경을 들고 나타나기도 했다. 그는 인터뷰 등지에서 지속적으로 "자신은 성경을 사랑하며, 성경은 내가 가장 좋아하는 책이다." 라며 개신교적 신앙관을 꾸준히 밝혀왔다.
트럼프는 개신교, 로마 가톨릭교회 등 기독교 종파들과 유대교에 호의적인 자세를 취해왔으나 이슬람에 대해서는 비판적 입장을 견지하고 있다.

### 언론
트럼프는 청년 시절부터 언론에 대해 비판적인 입장이였고, 언론 또한 트럼프에게 비판적이였다. 2016년에는 미국 대통령 후보 역사상 가장 많은 언론사를 적으로 두고도 대선을 승리하여 주목 받았다. 45대 대통령 선거기간 당시 주류 언론에서 힐러리 클린턴이 당선될 확률은 약 90%라고 주장했으나, 트럼프는 언론이 자신에게 불리한 자료만 취사 선택하여 보도한다고 말하며 대선 승리를 확신했다.
2017년 2월 14일 폭스 뉴스 채널에서 실시한 여론 조사에 의하면 미국인 45%는 트럼프를, 42%는 언론을 신뢰한다 답변하여 양분되었고, 미국인 68%는 언론이 트럼프를 지나치게 대한다고 말했다. 이처럼 신뢰도에 타격을 받은 미국 주류 언론은 트럼프가 가짜 뉴스로 사람들을 선동한다며 비판했고, 도널드 J. 트럼프는 언론의 왜곡 보도를 피하기 위해 SNS 등을 통한 직접 소통 방식을 이용하겠다고 발언했다.

## 수사

### 러시아 개입
2017년 1월, 국가정보국 국장에 의해 대표되는 미국 정보기관들인 CIA, FBI, NSA는 러시아 정부가 트럼프의 선거를 지지하기 위해 2016년 대통령 선거에 개입했다는 '상당한 확신(high confidence)'을 가지고 있다고 공동으로 밝혔다. 2017년 3월, FBI 국장 제임스 코미는 의회에 "FBI는 우리의 방첩 임무의 일환으로서 2016년 대통령 선거에 개입한 러시아 정부의 활동들을 조사하고 있다고 말했다. 그것은 트럼프 선거운동과 관련된 자들과 러시아 정부 간 연결의 본질에 대한 수사, 그리고 선거운동과 러시아의 활동 사이에 어떠한 공모(coordination)가 있었는지도 포함된다."
트럼프와 러시아의 접촉(connections)은 언론에 의해 널리 보도되었다. 트럼프의 선거 운동 관리자 중 한 명인 폴 매너포트는 수 년간 우크라이나의 친러파 정치인인 빅토르 야누코비치의 대선 승리를 돕기 위해 활동해왔다. 마이클 T. 플린 전 국가 안보 보좌관과 정치 컨설턴트 로저 스톤을 포함한 다른 트럼프의 동료들은 러시아 당국자들과 연결되어있다. 러시아 요원들은 캠페인 기간 동안 매너포트와 플린을 이용하여 트럼프에 영향을 줄 수 있다고 말했다. 트럼프 선거 운동 단원들과 이후 그의 백악관 직원들은, 특히 플린은 11월 선거 전후에 러시아 당국자들과 접촉했다. 2016년 12월 29일, 플린은 러시아 대사인 세르게이 키슬랴그와 같은 날 부과된 제재에 대해 이야기했다; 트럼프는 나중에 제재에 대해 논의하지 않았다고 거짓으로 주장하면서 플린을 해고했다. 다만 트럼프는 퇴임하기 전까지도 러시아에 제재를 부과한 사람이기도 하며 그의 주장에 의하면 이런 것은 사기극에 불과하다. 그에 의하면 오히려 바이든이 러시아로부터 뇌물을 받았다고 한다.

## 가족

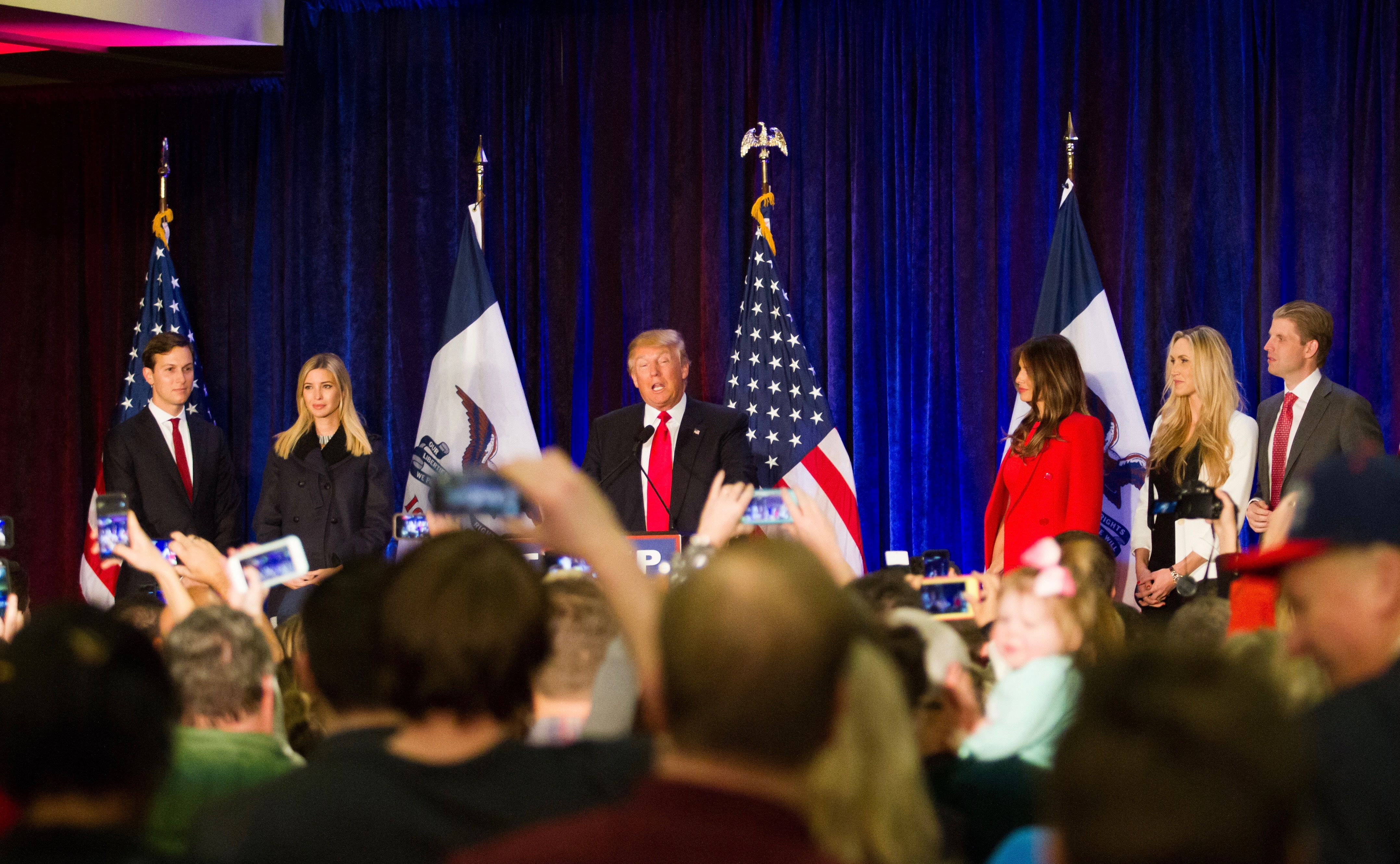
트럼프 가(家)

트럼프는 3번 결혼해 5명의 자녀를 두었다.
체코 출신인 이바나 트럼프와 결혼했다가 도널드 트럼프 주니어, 이방카 트럼프, 에릭 트럼프를 얻은 뒤 이혼하고, 말라 메이플스와 재혼했다가 딸 티파니 트럼프를 얻은 뒤 이혼하였다.
2005년 슬로베니아 출신의 모델인 멜라니아 트럼프와 재혼해 배런 트럼프를 얻었다. 이 배런 트럼프는 14살 때 키 200cm가 되었다. 트럼프의 당선으로 멜라니아는 미국의 2번째 이민자 출신의 퍼스트 레이디가 됐다.

그의 형인 프레드 트럼프 주니어는 1983년 알코올 의존증으로 인해 젊은 나이에 세상을 떠나고 말았다. 이런 그의 모습을 가까이 지켜 본 트럼프는 그 후 술, 담배, 마약 등을 혐오하게 되어 현재까지 이러한 중독성 물질들을 사용하지 않는다.

## 2020 대선 캠페인

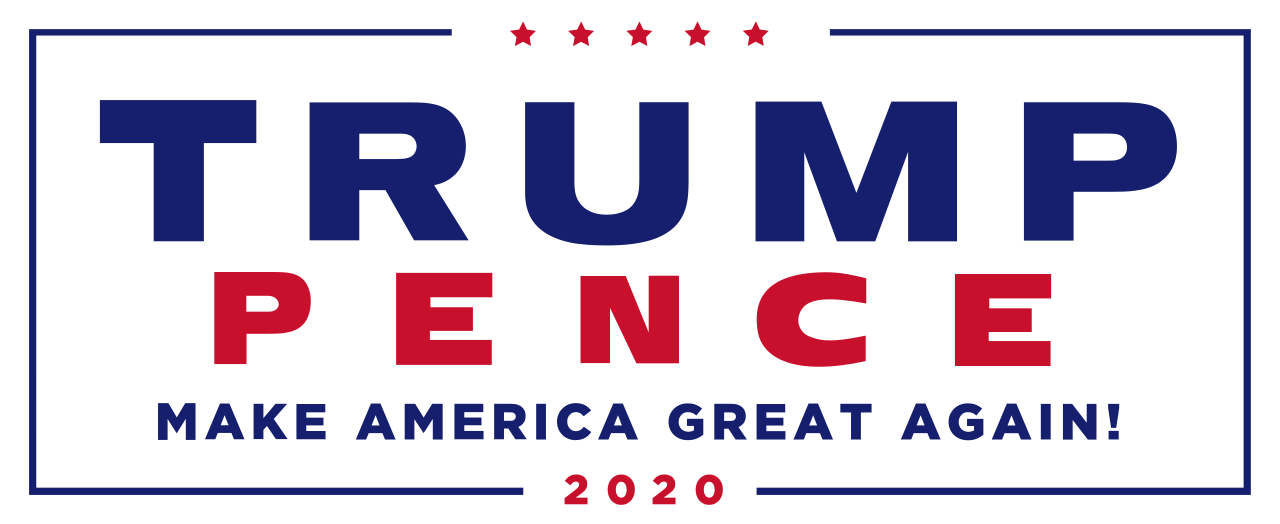
트럼프, 펜스의 캠페인

트럼프는 대통령직을 맡은 이후 향후 미국 대통령으로서 두 번째 임기를 시작할 의사가 있음을 알렸다. 하지만 조 바이든에게 패배하였다.

## 저작권 침해
2016년 집회에서 롤링 스톤스의 "You Can't Always Get What You Want"와 "Start Me Up"을 사용하였고, 아델과 닐 영, 에어로스미스의 스티븐 타일러 등에 이어 사용금지 요구를 받았다. 집회에서 롤링 스톤스의 음악을 계속 사용하고 있으며, 당선 후 2017년 대통령 취임식 무대에 오를 때 1965년 발표곡 "Heart Of Stone"을 사용함에 따라 BMI의 법적 조치에 직면하였다. 2020년 6월 20일, 오클라호마주 털사 집회에서 인신공격 행위에 톰 페티의 "I Won't Back Down"을 사용하여 톰 페티 유족으로부터 사용금지 요구를 받았다. 트럼프 진영은 정치 단체로 라이선스 계약을 맺고 있기 때문에 BMI가 보유한 1500만 이상의 곡을 어떠한 정치 집회에서 공개적으로 사용하는 것이 인정되고 있지만, 라이선스는 작곡자 또는 발행인이 정치 집회에서의 사용에 반대하는 경우 BMI는 라이선스 목록에서 해당 곡을 제외할 수 있다는 조항이 포함되어 있다.

## 영화 출연
- 귀신은 사랑 못해
- 셀러브리티 (영화)
- 쥬랜더
- 투 윅스 노티스
- 월 스트리트: 머니 네버 슬립스
- 나 홀로 집에 2

- 1992년에 개봉한 영화 나 홀로 집에 2에서 케빈(배우: 매컬리 컬린)이 뉴욕의 한 호텔을 헤메는 장면에서 케빈에게 길을 알려주는 친절한 아저씨로 잠깐 출연했다. 출연했던 이유는 트럼프가 당시 촬영장소인 플라자 호텔의 소유주였기 때문이라고 한다.

## 텔레비전 출연
- 더 프레시 프린스 오브 벨 에어
- 못말리는 유모
- 이야기 도시
- 섹스 앤 더 시티
- 새터데이 나이트 라이브
- 어프렌티스
- 우리 생애 나날들
- WWE 러
- 레슬매니아 23

## 애니메이션에서의 도널드 트럼프
2000년에 방영된 심슨 가족 시즌11 17화 '미래로 간 바트'(Bart to the Future)편에서 전임 대통령으로 언급되는데, 2016년, 트럼프의 대통령 당선 이후 화제가 되며, 제작진의 예언이 아니냐는 의견까지 나왔지만, 1999년에 대선 의항을 처음으로 드러낸 그를 우회적으로 풍자한 것이라고 한다.(트럼프의 에스컬레이터 장면은 해당화하고 무관한 것으로 밝혀졌다.)
2019년에 개봉된 극장 애니메이션 프린스 코기에서 영국 여왕 (CV:김옥경)의 초대를 받고 온 미국 대통령으로 묘사 되었는데, 실제 트럼프의 체구, 헤어스타일, 목소리와 억양까지도 유사해 화제가 되었다.
사우스 파크에서는 4학년 선생이었던 허버트 게리슨이 시즌20 7화에서 대통령으로 나오며, 이 것이 도널드 트럼프를 나타낸 듯 하다.

## 저서
- 거래의 기술(The Art of the Deal)
- 마이더스 터치(MIDAS TOUCH) *로버트 기요사키와 공동저술*
- 보통사람들의 부자 되기 90일(Wealth Building 101)
- 트럼프의 억만장자처럼 생각하라(TRUMP:BILLIONAIRE)
- 글로벌 시대의 부동산 투자전략(Trump: The Best Real Estate Advice I Ever Received)[80]

## 같이 보기
- 2019년 도널드 트럼프 대통령 탄핵 소추
- 2016년 미국 대통령 선거
- 2020년 미국 대통령 선거
- 힐러리 클린턴
- 조 바이든
- 미스 유니버스
- 젭 부시
- 대안 우파
- 포퓰리즘
- 아웃사이더
- 광인 이론(광인 전략)

## 역대 선거 결과
| 선거명      | 직책명        | 대수 | 정당   | 득표율 | 득표수 (선거인단)    | 결과 | 당락 |
| ----------- | ------------- | ---- | ------ | ------ | -------------------- | ---- | ---- |
| 2016년 선거 | 미국의 대통령 | 45대 | 공화당 | 46.09% | 62,984,825표 (304명) | 1위  |      |
| 2020년 선거 | 미국의 대통령 | 46대 | 공화당 | 46.86% | 74,216,747표 (232명) | 2위  | 낙선 |
| 2024년 선거 | 미국의 대통령 | 47대 | 공화당 | 49.80% | 77,302,580표 (312명) | 1위  |      |